# Cà Mau
Ca Mau és un municipi vietnamita ubicat a la província de Cà Mau al Vietnam. Es troba a 2050 km al sud de la ciutat de Hanoi, capital del Vietnam i a 360 km al nord de Ciutat Ho Chi Minh. El riu Cai passa a tocar de les seves muralles. És el nucli de serveis d'una extensa comarca rural. És la ciutat més al sud del Vietnam. L'Aeroport Ca Mau troba a 2 km al nord de Cà Mau.
El primer ministre vietnamita Nguyen Tan Dung hi va néixer.